# Исо-Холло, Волмари
Волмари Исо-Холло (фин. Volmari "Vomma" Fritijof Iso-Hollo; 5 января 1907, Юлёярви, Тавастгусская губерния — 23 июня 1969, Хейнола, Миккели) — финский легкоатлет. Чемпион олимпийских игр 1932 и 1936 годов в беге на 3000 метров с препятствиями. Первый в истории спортсмен, кому удалось стать двукратным олимпийским чемпионом на этой дистанции. Это достижение повторил в 2012 году Эзекиль Кембои. Шесть раз был чемпионом Финляндии.

## Биография
В юности занимался лыжными гонками, боксом и гимнастикой. Лёгкой атлетикой увлёкся во время службы в армии. На своих первых международных соревнованиях — Всесоюзной Спартакиаде 1928 года он выиграл бег на 3000 и 5000 метров. На Олимпиаде 1932 года во время финального забега на дистанции 3000 метров с/п пробежал один лишний круг, так как судья сбился со счёту.
На Олимпиаде 1936 года выиграл золотую медаль в беге на 3000 метров с/п с мировым рекордом — 9.03,8.
После Олимпийских Игр он заболел ревматизмом, но продолжал выступления до 1945 года.

## Результаты

### Соревнования
предварительные забеги/соревнования
| Год  | Соревнование     | Город        | Дистанция  | Дата      | Результат  | Место         | Видео/Фото/ Кинограмма |
| ---- | ---------------- | ------------ | ---------- | --------- | ---------- | ------------- | ---------------------- |
| 1932 | Олимпийские игры | Лос-Анджелес | 3460 м с/п | 1 августа | 9.14,6 OR* | 1 Q (забег 2) |                        |
| 1932 | Олимпийские игры | Лос-Анджелес | 3460 м с/п | 2 августа | 10.33,4    | I             |                        |
| 1932 | Олимпийские игры | Лос-Анджелес | 10 000 м   | 31 июля   | 30.12,6    | II            |                        |
| 1936 | Олимпийские игры | Берлин       | 3000 м с/п | 3 августа | 9.34,0     | 1 Q (забег 2) |                        |
| 1936 | Олимпийские игры | Берлин       | 3000 м с/п | 8 августа | 9.03,8 WR* | I             | ·                      |
| 1936 | Олимпийские игры | Берлин       | 10 000 м   | 2 августа | 30.20,2    | III           | ·                      |

| Год  | Чемпионат      | Город       | Дистанция                         | Дата          | Результат | Место |
| ---- | -------------- | ----------- | --------------------------------- | ------------- | --------- | ----- |
| 1929 | Финляндии      | Хельсинки   | стипльчез                         | 17—18 августа | 9.41,0    | II    |
| 1930 | Финляндии      | Ювяскюля    | кросс (командный зачёт)           | 18 мая        |           | I     |
| 1931 | Финляндии      | Хельсинки   | 5000 м                            | 15—16 августа | 14.39,5   | II    |
| 1932 | Финляндии      | Хямеэнлинна | кросс 4 км                        | 8 мая         | 13.06     | I     |
| 1933 | Великобритании | Лондон      | 3000 м с/п                        | 7—8 июля      | 10.06,6   | I     |
| 1933 | Финляндии      | Хельсинки   | 5000 м                            | 5—6 августа   | 14.52,3   | I     |
| 1933 | Финляндии      | Савонлинна  | кросс 10 км (?) (командный зачёт) | 7 мая         |           | I     |
| 1935 | Финляндии      | Хельсинки   | 1500 м                            | 10—11 августа | 3.57,8    | II    |
| 1936 | Финляндии      | Хельсинки   | стипльчез                         | 22—23 августа | 9.16,0    | I     |
| 1936 | Финляндии      | Пааккола    | кросс 4 км                        | 4 октября     | 13.08     | I     |
| 1939 | Финляндии      | Хельсинки   | 10 000 м                          | 26—28 августа | 30.47,4   | III   |

1. ↑  Первый британец Джордж Бейли[англ.] был вторым (10.37,0)

## Семья
- Жена — Пиркко Хухта;
- Отец — Вихтори Хухта[фин.] (1882—1961), журналист и политик (социал-демократ).

### Комментарии
1. 1 2  из-за ошибки измерителей реальная дистанция в финале оказалась на 460 метров длиннее
2. ↑  Дистанция «Дня рекордов» 22 августа 1928 года; не входила в командный зачёт Спартакиады